# Jan Foltys
Jan Foltys est un joueur d'échecs tchécoslovaque né le 13 octobre 1908 à Schönbrunn (en Silésie autrichienne) et mort de leucémie le 11 mars 1952 à Ostrava. Il participa à trois olympiades pour la Tchécoslovaquie et remporta le championnat de Tchécoslovaquie (protectorat de Bohême-Moravie) en 1940. Après la Guerre, Il remporta le tournoi de Carlsbad-Marienbad (Karlovy Vary) en 1948 et le tournoi de Vienne en 1949, puis il reçut le titre de Maître international lors de sa création en 1950. Il mourut en 1952 avant d'avoir pu disputer le tournoi interzonal.

## Carrière
Foltys obtint son premier succès lors du tournoi d'Ostrava en 1935 (+9 =2), tournoi qu'il remporta également en 1936 (avec 13 points sur 13), 1937, 1938, 1940, 1941, 1944, 1945 et 1946.
Dans les années 1930, les résultats de Foltys dans les tournois internationaux comprennent des troisièmes places à Poděbrady en 1936 (derrière Salo Flohr et Alexandre Alekhine mais devant Pirc, Stahlberg et Eliskases), à Prague en 1937 (derrière Paul Keres) ainsi qu'une deuxième place à Rogaška Slatina en Slovénie (derrière Miguel Najdorf) et une quatrième place à Margate 1937 derrière Reuben Fine, Paul Keres et Alekhine.
Lors de l'olympiade d'échecs officieuse de Munich 1936, il marqua 12,5 points sur 19 (+7 -1 =11) au premier échiquier de l'équipe de Tchécoslovaquie qui finit cinquième. Foltys participa aux olympiades officielles de 1937 (au deuxième échiquier derrière Salo Flohr) et 1939 (au deuxième échiquier derrière Karel Opočenský).
Dans le championnat national, il finit huitième-douzième et dernier en 1933 à Mnichovo Hradiště (victoire de Flohr et Pokorny), troisième en 1938 à Prague et seul premier en 1940 à Rakovnik (sous le protectorat de Bohême-Moravie). En 1943, il finit premier à égalité avec Opocensky et Zita mais perdit le tournoi de départage disputé en 1944. En 1944, il fut troisième ex æquo (victoire de Opocensky) puis troisième en 1946 (victoire de Pachman). En 1948, il termina neuvième.
Pendant la Seconde Guerre mondiale, il remporta les tournois de Holešov (devant Karel Hromádka), de Trenčianske Teplice et de Olomouc en 1941. La même année, il annula un match contre Opocensky à Prague (6 à 6). En 1942, il finit troisième ex æquo avec Efim Bogoljubov et Kurt Richter) au tournoi Europa de Munich 1942 remporté par Alexandre Alekhine devant Paul Keres ainsi que seul troisième au troisième de Prague 1942 remporté par Alekhine et Junge. En 1943, il finit quatrième (ex æquo avec Jaroslav Šajtar) du tournoi international de Prague remporté par Alekhine devant Keres et cinquième du tournoi de Salzbourg remporté par les deux mêmes joueurs (Alekhine et Keres). La même année, il remporta le tournoi de Uherské Hradiště 1943 et finit deuxième à Zlín (derrière Kottnauer). En 1944, il termina deuxième à Hradec Kralove et premier à Jihlava.
Après la guerre, il finit quatrième ex æquo à Prague en 1946 (mémorial Treybal remporté par Najdorf), troisième à Budapest en 1948 (victoire de László Szabó et quatrième ex æquo à Venise en 1949 (victoire de Szabó devant Rossolimo et Prins). En 1948, il remporta le tournoi de Karlovy Vary 1948 devant Gedeon Barcza, Lajos Steiner, Vasja Pirc, Gösta Stoltz, Opocensky, Vidmar, Yanovsky, Prins et Tartakover) et un tournoi à Prague 1948. Puis l'année suivante, il remporta le mémorial Schlechter à Vienne en 1949, ex æquo avec Stojan Puc. En 1950, il finit septième du mémorial Przepiorka en Pologne (victoire de Keres devant Taïmanov, Barcza, Szabo, Bondarevski, Geller, Foltys, Averbakh et Simaguine) avec 12 points sur 19. En 1951, il finit cinquième du tournoi zonal de Mariánské Lázně remporté par Pachman. Il mourut de leucémie peu avant l'interzonal de 1952.
En 1947, lors de matchs par équipes, il battit Prins (Pays-Bas) : (+1 =1) et Golombek (Angleterre) : (2-0) mais perdit contre Nicolas Rossolimo (France) : 0-2. En 1948, il battit Gligoric (+1 =1), puis en 1949, il gagna contre Kazimierz Makarczyk (Pologne) : 2-0 et Josef Lokvenc (Autriche) et perdit contre Euwe (-1 =1).